# Fredrik Berglund
Pour les articles homonymes, voir Berglund.
Fredrik Berglund (né le 21 mars 1979 à Borås en Suède) est un footballeur international suédois.

## Biographie

### Début de carrière
Berglund commence sa carrière professionnelle avec l'IF Elfsborg et s'impose rapidement comme l'un des joueurs clés du club avec notamment Anders Svensson et Tobias Linderoth, dont le trio est surnommé « The Headband Gang ». Lors de la saison 2000 de l'Allsvenskan, il finit meilleur buteur de la ligue et attire l'intérêt de nombreux clubs étrangers, et c'est dans le club néerlandais du Roda JC qu'il signe pour un contrat de 750 000 €.

### Roda JC
Berglund passe une période difficile aux Pays-Bas et ne réussit pas à s'imposer dans le club de Kerkrade. Au bout d'un an et demi, il est prêté dans son ancien club du IF Elfsborg. Il retourne ensuite dans le club néerlandais pour la saison 2003-2004 et joue quelques matchs.

### Danemark
Lors de l'été 2004, il part tenter sa chance au Danemark du côté de l'Esbjerg fB qui s'attache ses services pour la somme record de 150 000 €. Berglund fait ses débuts avec Esbjerg le 14 mars 2004 lors d'un match à l'extérieur contre Brøndby IF. Berglund marque notamment deux buts et offre trois passes décisives lors d'un match (victoire 6-1).
Berglund passe deux ans et demi au club d'Esbjerg avant de rejoindre les géants danois du FC Copenhague à l'été 2006. Il ne passe qu'une seule saison dans l'équipe de la capitale, jouant 52 matchs (championnat, coupe, ligue royale et ligue des champions de l'UEFA) et inscrivant 18 buts. Il se retrouve également au club avec son ex-coéquipier Tobias Linderoth.
Le 26 novembre 2006, il bat le record d'Erik Bo Andersen du joueur réussissant le plus rapidement à inscrire 50 buts en championnat du Danemark. Andersen joue 97 matchs pour 50 buts, mais Berglund a avec son but contre Randers FC inscrit son 50e but lors de son 93e match.
À l'été 2007, le club achète l'attaquant brésilien Aílton qui pousse Berglund sur le banc. La concurrence est difficile, notamment avec l'arrivée lors de la même période de l'international danois Morten Nordstrand, ce qui a pour effet de mettre Berglund en tant que 4e ou 5e choix de l'attaque de Copenhague. Quelques jours après l'arrivée de Nordstrand, Berglund rentre au pays pour signer dans son ancien club formateur de l'IF Elfsborg pour une somme de 750 000 € (4,9 millions de couronnes danoises).

### Elfsborg
Berglund joue son premier match avec Elfsborg le 12 juillet 2007 lorsqu'il entre en cours de jeu lors d'une victoire à domicile 2-0 contre l'AIK Fotboll.

### Stabæk
Le 31 mars 2009, dix minutes avant minuit et donc la fin de la période des transferts en Norvège, Stabæk Fotball, vainqueur du championnat de Norvège 2008, annonce son prêt.

### Fin de carrière
De retour de prêt, il retourne à l'IF Elfsborg pour la saison 2010. Disputant dix matchs pour un seul but inscrit, Fredrik décide de mettre un terme à sa carrière professionnelle à la fin de la saison.

## Palmarès
- Svenska Cupen : 2001 (avec IF Elfsborg)
- Championnat du Danemark : 2006-07 (avec Copenhague)